# Caracas Challenger 1992
Il Caracas Challenger 1992 è stato un torneo di tennis facente parte della categoria ATP Challenger Series nell'ambito dell'ATP Challenger Series 1992. Il torneo si è giocato a Caracas in Venezuela dal 19 al 25 ottobre 1992 su campi in cemento.

## Vincitori

### Singolare
Daniel Vacek ha battuto in finale  Andrew Sznajder con il punteggio di 7–6, 6–4

### Doppio
Doug Eisenman /  Tom Mercer hanno battuto in finale  Brian Joelson /  Ted Scherman con il punteggio di 3–6, 6–3, 7–5